# Archichlora florilimbata
Archichlora florilimbata är en fjärilsart som beskrevs av Claude Herbulot 1960. Archichlora florilimbata ingår i släktet Archichlora och familjen mätare. Inga underarter finns listade i Catalogue of Life.